# Aeroporto de Garanhuns
O Aeroporto de Garanhuns (IATA: QGP, ICAO: SNGN) é um aeroporto localizado na cidade de Garanhuns, no estado de Pernambuco., situado a 201 quilômetros da capital Recife.

## Reforma
É um dos 9 aeroportos que está incluído no PDAR - Plano de Desenvolvimento da Aviação Regional, que receberá investimentos do Governo Federal, em torno dos 220 milhões de reais, só para o estado de Pernambuco. A previsão é que a obra comece no segundo semestre de 2014 e seja concluída em, no máximo, um ano. A previsão também é que o aeroporto entre em funcionamento até o final de 2015.
De acordo com a Secretaria de Aviação Civil, em um documento atualizado no início de junho de 2015, este aeroporto encontra-se na segunda etapa (de cinco), que é a Fase de Estudo preliminar. Ainda terá a fase do anteprojeto, da licitação e das obras, para só então inaugurar e ser aberto a aviação comercial regular. Até o final de junho de 2016, nada aconteceu, ou seja, não houve avanços.
Em agosto de 2016, o Governo do Estado de Pernambuco anunciou que o aeroporto seria reformado e ampliado, que ainda está na fase de conclusão do projeto. A previsão é que, até o final de 2016, ele esteja pronto para só então assinar a ordem de serviço para o início da obra de reforma a ampliação, que deve ser concluída até meados de 2017.
Durante a visita do Governo do Estado de Pernambuco e de membros da Azul Linhas Aéreas ao Aeroporto de Serra Talhada, que ocorreu em 3 de janeiro de 2017, foi informado pelo Governo de Pernambuco que os aeroportos de Araripina, Caruaru e Garanhuns estão na lista para receber melhorias ao longo desse ano de 2017. Em agosto de 2017, começou a ser feito o projeto de recuperação do aeroporto. Em setembro, foi anunciado que o projeto já estava pronto e até o final do mês seria lançado e edital para contratar a empresa para reformar o aeroporto.